# Ghislain Hiance
Ghislain Hiance, né le 24 juin 1934 à Wonck (commune intégrée en 1977 à Bassenge, province de Liège) où il est mort le 19 octobre 2017, est un homme politique belge wallon, membre du PSC, il y représente plus particulièrement la tendance démocrate-chrétienne.

## Biographie
Ghislain Hiance est tourneur A3 à la Fabrique nationale d'Armes de guerre à Herstal (-1970) ; délégué principal du syndicat CSC, puis permanent syndical adjoint à la CSC (1970 à 1974); licencié en Sciences politiques, économiques et sociales (UCL); conciliateur social adjoint;  il a fondé de nombreuses associations de fait et des asbl.
Il est inhumé au cimetière de Bassenge.

### Fonctions politiques
- conseiller communal de Wonck (1965-1976)
  - échevin (1971-1976)
- conseiller communal de Bassenge (1977-)
  - bourgmestre (1989-2006)
- conseiller provincial de la province de Liège (1977-1978; 1985-1987))
- Député fédéral belge :
  - du 17 décembre 1978 au 8 novembre 1981
  - du 11 octobre 1988 au 12 avril 1995.
    - membre du Conseil régional wallon (1980-1981; 1988-1995)
      - Premier vice-président du Conseil régional wallon.
- député wallon (1995-2001)

## Distinctions
- Officier de l'ordre de Léopold.
- Médaille civique de première classe.